# Alacranes del Almendares
Alacranes del Almendares est un club cubain de baseball fondé en 1878 et dissous en 1961. Le club basé à La Havane est d'abord connu sous le nom d'Almendares Base Ball Club puis d'Escorpión del Almendares et d'Alacranes del Almendares. Il compte 24 titres.

## Palmarès
- Champion de Cuba (24) : 1893-94, 1904-05, 1906-07, 1907-08, 1909-10, 1910-11, 1913-14, 1915-16, 1919-20, 1924-25, 1925-26, 1931-32, 1932-33, 1934-35, 1939-40, 1941-42, 1942-43, 1944-45, 1946-47, 1948-49, 1949-50, 1953-54, 1954-55, 1958-59
- Série des Caraïbes (2) : 1949, 1959